# 251e division d'infanterie
 (septembre 2014).
Si vous disposez d'ouvrages ou d'articles de référence ou si vous connaissez des sites web de qualité traitant du thème abordé ici, merci de compléter l'article en donnant les références utiles à sa vérifiabilité et en les liant à la section « Notes et références ».
La  251e division d'infanterie (en allemand : 251. Infanterie-Division ou 251. ID), également appelée Infanterie-Division Friedrich Ludwig Jahn est une des divisions d'infanterie de l'armée allemande (Wehrmacht) durant la Seconde Guerre mondiale.

## Historique
La 251. Infanterie-Division est formée le 26 août 1939 à Bad Hersfeld dans le Wehrkreis IX avec du personnel d'unité de réserve en tant qu'élément de la 4e vague de mobilisation.
Elle est dissoute le 2 novembre 1943 après avoir subi de lourdes pertes sur le Front de l'Est. L'état-major de la division forme l'état-major du Korps-Abteilung E, qui inclut le Divisions-Gruppe 251 formé à partir des éléments survivant de la division.
La division est reformée le 27 septembre 1944 à partir du Korps-Abteilung E et est détruite en Pologne en mars 1945.
Les éléments survivants de la 251e ID (état-major, l'Infanterie-Divisions-Nachrichten-Abteilung 251, l'Artillerie-Regiment 251, le Pionier-Bataillon 251, etc.) forment, le 4 avril 1945, le Reichsarbeitdienst-Division 2 (RAD Division 2) qui est rebaptisée Infanterie-Division Friedrich Ludwig Jahn (Division d'infanterie Friedrich Ludwig Jahn), le 9 avril.

## Organisation

### Commandants
| Date                                        | Grade                  | Commandant          |
| ------------------------------------------- | ---------------------- | ------------------- |
| 1er septembre 1939 - 6 août 1941            | Generalleutnant        | Hans Kratzert (de)  |
| 6 août 1941 - 10 mars 1943                  | Generalleutnant        | Karl Burdach        |
| 10 mars 1943 - 15 novembre 1943             | General der Artillerie | Maximilian Felzmann |
| Reformation                                 |                        |                     |
| 16 octobre 1944 - 28 février 1945           | Generalmajor           | Werner Heucke       |
| Division d'infanterie Friedrich Ludwig Jahn |                        |                     |
| 1er mars 1945 - 7 mai 1945                  | Oberst                 | Gerhard Klein       |

### Officiers d'opérations (Generalstabsoffiziere (Ia))
| Date                                | Grade               | Commandant                           |
| ----------------------------------- | ------------------- | ------------------------------------ |
| ? 1939 - 30 novembre 1939           | Oberst i.G.         | Friedrich Krischer Edler von Wehregg |
| ? 1940 - ? 1940                     | Hauptmann i.G.      | Gundelach                            |
| ? 1940 - ? 1940                     | Major               | Hoeffner                             |
| ? 1940 - Mai 1941                   | Major i.G.          | Wolf-Arnim Zabel                     |
| 5 mai 1941 - 15 décembre 1942       | Major i.G.          | Hans Meier-Welcker                   |
| 15 décembre 1942 - 12 novembre 1943 | Oberstleutnant i.G. | Peter Knapp                          |
| 25 août 1944 - 10 avril 1945        | Oberstleutnant i.G. | Werner Reerink                       |

## Théâtres d'opérations
251e division d'infanterie
- Septembre 1939 - Avril 1940 : Allemagne
- Belgique : mai 1940 - Juin 1941
- Juin 1941 - Novembre 1943 : Front de l'Est, secteur Centre
  - 1941 - 1942 : Opération Barbarossa
    - 22 octobre 1941 au 22 janvier 1942 : Bataille de Moscou

  - 5 juillet au 23 août 1943 : Bataille de Koursk
- Septembre 1944 - Mars 1945 : Pologne

Division d'infanterie Friedrich Ludwig Jahn
- 5-9 avril 1945 : Reconstitution de la division à la Fuchsenbergkaserne (Caserne Fuchsenberg) à Jüterbog
- 18-21 avril 1945 : Adolf-Hitler-Lager (Camp Adolf Hitler) un site militaire (Forst Zinna) situé dans la forêt Zinna
- 21 avril 1945 : Ruhlsdorf (Teltow)
- 21-22 avril 1945 : Berkenbrück
- 22 avril 1945 : Rieben (Beelitz)
- 22-23 avril 1945 : Stücken
- 23-24 avril 1945 : Michendorf
- 24-28 avril 1945 : Geltow
- 28-30 avril 1945 : École de l'air de Geltow
- 30 avril-1er mai 1945 : Golzow
- 1er-2 mai 1945 : Ziesar
- 2-6 mai 1945 : Wusterwitz
- 6-7 mai 1945 : Wulkow (Neuhardenberg)
- 7 mai 1945 : La division dépose les armes à Redekin

## Ordres de bataille
251e division d'infanterie
1939
- Infanterie-Regiment 451
- Infanterie-Regiment 459
- Infanterie-Regiment 471
- Artillerie-Regiment 251
  - I. Abteilung
  - II. Abteilung
  - III. Abteilung
  - IV. Abteilung
- Pionier-Bataillon 251
- Panzerabwehr-Abteilung 251
- Aufklärungs-Abteilung 251
- Infanterie-Divisions-Nachrichten-Abteilung 251
- Infanterie-Divisions-Nachschubführer 251

Octobre 1944
- Grenadier-Regiment 184
- Grenadier-Regiment 448
- Grenadier-Regiment 451
- Divisions-Füsilier-Bataillon 251
- Artillerie-Regiment 251
  - I. Abteilung
  - II. Abteilung
  - III. Abteilung
  - IV. Abteilung
- Pionier-Bataillon 251
- Panzerjäger-Abteilung 251
- Infanterie-Divisions-Nachrichten-Abteilung 251
- Infanterie-Divisions-Nachschubführer 251

Division d'infanterie Friedrich Ludwig Jahn
Mars-avril-mai 1945
- Grenadier-Regiment Friedrich Ludwig Jahn 1
- Grenadier-Regiment Friedrich Ludwig Jahn 2
- Grenadier-Regiment Friedrich Ludwig Jahn 3
- Artillerie-Regiment Friedrich Ludwig Jahn
- Division-Füsilier-Bataillon Friedrich Ludwig Jahn
- Pionier-Bataillon Friedrich Ludwig Jahn